# Auguste Delbeke
Augustus Carolus Delbeke (Kortrijk, 12 augustus 1853 - Antwerpen, 18 december 1921) was een Belgisch politicus voor de Meetingpartij en voor de Katholieke Partij.

## Levensloop
Delbeke was een zoon van de tekenaar en beeldhouwer Charles Delbeke (die overleed toen hij amper zevenentwintig was) en Marie-Octavie van de Caveye. Delbeke had een stamboom die opklom tot aan Jehan de le Becque, schepen van Roubaix in 1544. Dit vergemakkelijkte zijn opname in de erfelijke adelstand in 1912, met de titel baron overdraagbaar bij eerstgeboorte.
Hij volbracht zijn middelbare studies aan het Sint-Amandscollege in Kortrijk. Hij schreef er in de poësis een drama in verzen: Saint Amand ou le Triomphe de la Foi à Courtrai. In de retorica ontving hij de gouden medaille van de stad Kortrijk en een studiebeurs die hem toeliet in Leuven verder te studeren. Hij werd ook lid van het literair genootschap L'Emulation en in 1876 publiceerde hij een studie over Alfred de Musset.
Hij promoveerde tot doctor in de Rechten in 1874, werd preceptor van een zoon van baron Osy en vestigde zich als advocaat aan de balie van Antwerpen. Hij was industrieel en beheerder van diverse maatschappijen, onder meer in Belgisch-Kongo en was betrokken bij de ondernemingen van baron Édouard Empain. Hij was anderzijds, vooral in zijn jonge jaren, actief in de literaire wereld. Hij vond in Griekenland een tweede vaderland en tot op hoge leeftijd correspondeerde hij met zijn vrienden in het Oudgrieks. Hij was ook hoofdredacteur van de Journal d'Anvers et de la Province en had een katholiek-ultramontaans profiel. 
Hij werd provincieraadslid (1884-1888). In 1892 werd hij verkozen tot volksvertegenwoordiger voor het arrondissement Antwerpen en legde de eed in het Nederlands af. Hij oefende het mandaat uit totdat hij in 1910 ontslag nam. Van 1907 tot 1910 was hij minister van openbare werken in de regeringen Jules de Trooz en Frans Schollaert. Hij werd opgevolgd door Joris Helleputte. Zijn ministerschap was de tijd van de invoering van de algemene dienstplicht, van de militaire investeringen in de haven van Antwerpen en van de overname van Belgisch-Kongo door België. Hij was een belangrijk medestander van koning Leopold II voor diens urbanistische plannen en werd door hem voortdurend geraadpleegd.
Hij was verder nog voorzitter van het 'erecomité bij de feestelijkheden voor de restauratie van de universiteit van Leuven', lid van de 'Hoge Raad voor Handel en Nijverheid', voorzitter van de 'Belgische Unie voor de verdediging van de houders van publieke fondsen'; lid van de 'stedenbouwkundige commissie voor de Antwerpse agglomeratie'; lid van het 'Internationaal bureau voor bibliografie' en lid van de Union d'esthétique et de numismatique.
Hij trouwde in 1882 met Zoé Verbiest (1852-1883) en trad in 1887 in tweede huwelijk met Gabrielle Markelbach (1867-1928). Uit dit tweede huwelijk sproten vier kinderen, met afstammelingen tot heden.

## Publicaties
- Etude sur Alfred de Musset, Leuven, Ch. Peeters, 1876.
- Les Synergues, satirische comedie, Brussel, Larcier, 1890.
- Les Monnaies grecques et les médailles modernes, in: Revue Générale, 1893.
- Un poète anversois, Hilda Ram, in: Revue Générale, 1895.
- (samen met Hector Mavaut) Une thèse nouvelle sur la propriété des cours d'eau non navigables ni flottables, Brussel, Larcier, 1894.
- On ne fait plus rien à la Chambre, in: Revue Générale, 1899.
- Les émissions publiques de titres, in: Revue Générale, 1899.
- La Belgique et ses obligations internationales au point de vue militaire, in: Rezvue Générale, 1901.
- La tuberculose du parti libéral, in: Revue Générale, 1902.
- La plus grande Belgique, Antwerpen, 1905.